# هلنا آبرگ
هلنا آبرگ (انگلیسی: Helena Åberg؛ زادهٔ ۱۶ ژوئیهٔ ۱۹۷۱) ورزشکار ورزش شنا اهل سوئد است.
او از اواخر ۱۹۸۰ آشکارا همجنسگرا زندگی کرده‌است.